# TGC Anadolu
De TGC Anadolu is de beoogde naam van een schip dat voor de Turkse marine wordt gebouwd. Het gaat om een "multi-purpose amphibious ship", maar betreft feitelijk een klein vliegdekschip.. Een andere term die voor het schip gebruikt is  landing platform dock (LPD) Het schip, waarvoor beoogd wordt het rond 2021 in gebruik te nemen, wordt in Istanboel gebouwd op de werf van Sedef Shipbuilding, in opdracht van de Turkse marine en het Turkse ondersecretariaat voor de Defensie-industrie. Het ontwerp heeft een nauwe verwantschap met de Spaanse Juan Carlos I
Het schip moet 225 meter lang en 32 meter breed worden, en zal zo'n 28.000 ton gaan wegen. Het schip zal volgens opgave plaats bieden aan 8 gevechtshelikopters, een amfibisch bataljon van 700 man, en plaats bieden aan een totaal van 1400 opvarenden. De startbaan zal geschikt zijn voor F35 Lightning II gevechtsvliegtuigen.. Daarnaast zijn er dokken voor landingsvaartuigen, en zal het schip plaats bieden aan 13 tanks.